# ブルボネー

ブルボネの位置

ブルボン家の旧紋章

ブルボネー（仏: Bourbonnais, オック語：Borbonés / Barbonés）は、フランス中央部の歴史的地域。現在のアリエ県と一致し、シェール県の一部も含む。中心地はムーラン。ブルボネの表記も見られる。 

## 歴史
最初に知られた領主は、10世紀のアデマール（またはエイマール）である。アデマールはブルボン城（現在のブルボン＝ラルシャンボー）を獲得し、それにちなんで家名をブルボン家とした。
第1期のブルボン家は1200年にアルシャンボー7世の死によって断絶した。アルシャンボーには一人娘のマオー（マティルダとも）・ド・ブルボンがおり、その夫ギー2世・ダンピエールはモンルコンをブルボン領主の所有とし、11世紀から12世紀の間にシェール川まで拡張した。
第2期のブルボン家は、マオーとギー2世の子アルシャンボー8世によって1218年に始まる。弟はフランドル女伯マルグリット2世と結婚したギヨーム2世・ダンピエールである。アルシャンボー8世の子アルシャンボー9世は、1249年に十字軍に参加し、キプロスで死去した。男子継承者のなかったブルボネーはブルゴーニュ家へ渡った。 
1272年、ブルボネー領主ベアトリス・ド・ブルゴーニュ（アルシャンボー9世の娘アニェスと、ブルゴーニュ公ユーグ4世の子ジャンを両親に持つ）は、フランス王子・クレルモン伯ロベール（聖王ルイ9世の子）と結婚した。2人の間に生まれたブルボン公ルイ1世が、長きにわたる、そして現在一般にブルボン家として知られる家系の祖となった。フランスのブルボン朝はアンリ4世によって始まり、1848年のルイ・フィリップの退位まで続いた。
ブルボン家は王家の構成員との同盟関係を結んでいた。彼らは王の奉仕として自軍を派遣し、ブルボネーの地理的位置から恩恵を得ていた（ブルボネーは王領とアキテーヌ公領、オーヴェルニュの間に位置していた）。ベアトリスとクレルモン伯の結婚同様この同盟関係は、地域の地位向上と繁栄を助けた。1327年、当時の王シャルル4世によって、ブルボン家は公爵位を授けられた。